# Montinia fruticosa
Montinia fruticosa är en tvåhjärtbladig växtart som beskrevs av Joseph Gaertner. Montinia fruticosa ingår i släktet Montinia och familjen Montiniaceae. Inga underarter finns listade i Catalogue of Life.